# Elizabeth Ferard

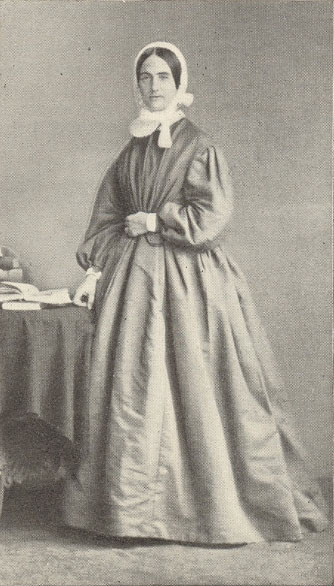
Elizabeth Ferard (undatiert), Vorsteherin der ersten englischen Diakonissenanstalt

Elizabeth Ferard (* 22. Februar 1825; † 18. April 1883 in London) war die erste Engländerin, die in der Anglikanischen Kirche als Diakonisse eingesegnet wurde. Zugleich war sie die Vorsteherin der im Jahr 1861 gegründeten ersten englischen Diakonissenanstalt (North London Diocesan Deaconess Institution, später umbenannt in Community of St. Andrew).

## Leben und Wirken
Elisabeth Ferard stammte aus einer wohlhabenden Familie mit hugenottischen Wurzeln. Ihr Vater war der Anwalt Daniel Ferard (1788–1839). Wie viele ihrer wohlhabenden Zeitgenossinnen machte Ferard in jungen Jahren eine Bildungsreise durch Kontinentaleuropa. Prägend für ihr späteres Leben war dabei ihr im Jahr 1856 erfolgter Besuch der ersten Diakonissenanstalt in Kaiserswerth (bei Düsseldorf), die im Jahr 1836 von dem Pfarrer Theodor Fliedner und seiner Frau Friederike Fliedner gegründet worden war. Ihre hier gewonnenen Eindrücke hat Ferard in einem Tagebuch festgehalten. Ein derartiger Aufenthalt in Kaiserswerth war in der damaligen Zeit nichts Besonderes. Im Gegenteil: Unzählige Protagonisten der Inneren Mission aus Großbritannien (und ganz Europa) waren im 19. Jahrhundert zu Besuch in Kaiserswerth – die vielleicht prominenteste unter ihnen war Florence Nightingale.
Inspiriert durch ihre Reise machte sich Ferard an die Gründung der North London Diocesan Deaconess Institution (NLDI), die 1861 erfolgte. Ferard wurde die vorstehende Schwester (Head Sister) der Einrichtung, ihr Schwager Reverend Thomas Pelham Dale (1821–1892) fungierte als Anstaltsgeistlicher. Die NLDI – 1868 umbenannt in London Diocesan Deaconess Institution, seit 1943 Deaconess Community of St Andrew – war in den Anfangsjahren eng an das Vorbild der Kaiserswerther Diakonie angelehnt. So betrieb die Schwesternschaft eine kleine Krankenstation, auf der die eintretenden ledigen Frauen in der Krankenpflege ausgebildet wurden. Eine einheitliche Tracht diente der Stärkung des Gemeinschaftsgefühls und der Sichtbarkeit der Schwesternschaft nach außen. Die Diakonissen führten unter der Anleitung der Head Sister und des Anstaltsgeistlichen ein Leben in religiöser Gemeinschaft. Ferard konnte sich dabei mit ihren konzeptionellen Vorstellungen weitgehend durchsetzen. Nicht zuletzt deshalb trat Dale 1868 von seinem Amt zurück, woraufhin Ferard die Schwesternschaft nahezu selbständig leitete. Mehr und mehr entfernte sich die Anstalt in diesen Jahren von ihrem deutschen Vorbild.
1873 zog Ferard sich aus gesundheitlichen Gründen von ihrem Amt zurück. Später leitete sie ein Erholungsheim für kranke Kinder in Redhill (Surrey). 1883 starb sie in London.
Die NLDI avancierte im Laufe des 19. Jahrhunderts zur größten und mithin wichtigsten englischen Diakonisseneinrichtung. Nach ihrem Vorbild wurden in den folgenden Jahren weitere Anstalten unter anderem in Bedford (1869), Chester (1869), Canterbury (1874) und Salisbury (1875) gegründet. Dennoch erlangte die weibliche Diakonie in England nie eine vergleichbare Bedeutung wie in Deutschland, was unter anderem daran lag, dass sich in England frühzeitig eine säkular-professionelle Krankenpflege etablierte.